# Dentalium hyperhemileuron
Dentalium hyperhemileuron är en blötdjursart som beskrevs av Sir Joseph Cooke Verco 1911. Dentalium hyperhemileuron ingår i släktet Dentalium och familjen Dentaliidae. Inga underarter finns listade i Catalogue of Life.